# Skogsøy
Skogsøy est une île du comté d'Agder, au sud de la péninsule de Norvège. L'île fait partie la municipalité de Lindesnes.

## Description
L'île est séparée du continent par le détroit de Skogsøysund qui mesure environ 500 m de long et environ 30 à 70 mètres de large. Il y a un pont, Skogsøysundbrua, qui relie l'île au continent. Le Skogsøysundbrua mesure 8 m de long et 8 m  au-dessus de l'eau. Les îles de Skjernøy et Pysen se trouvent respectivement à environ 3 km à l'ouest et au sud-ouest.

## Historique
L'île a une longue histoire, remontant à des centaines d'années dans le temps. Le nom "Skogsøy" pourrait être directement traduit par "île forestière". Même s'il y a une quantité considérable de forêts sur l'île, cela n'a rien à voir avec le nom.
Skogsøy est le site d'origine de la société Skogsøy Båtbyggeri, une entreprise de construction de bateaux. Skogsøy Båtbyggeri a été acheté par Båtservice Gruppen en 2006, et toute la production de bateaux a été déplacée de Skogsøy vers d'autres sites.